# Husö örarna
Husö örarna är skär i Åland (Finland). De ligger i Skärgårdshavet och i kommunen Sottunga i landskapet Åland, i den sydvästra delen av landet. Öarna ligger omkring 50 kilometer öster om Mariehamn och omkring 230 kilometer väster om Helsingfors. Trakten är glest befolkad. Närmaste större samhälle är Kumlinge, 18,1 km norr om Husö örarna. I ögruppen ingår Köpmankobben, Långören, Storören, Långkläppen och Rådargrynnan.